# Verklärung Christi (Naila)

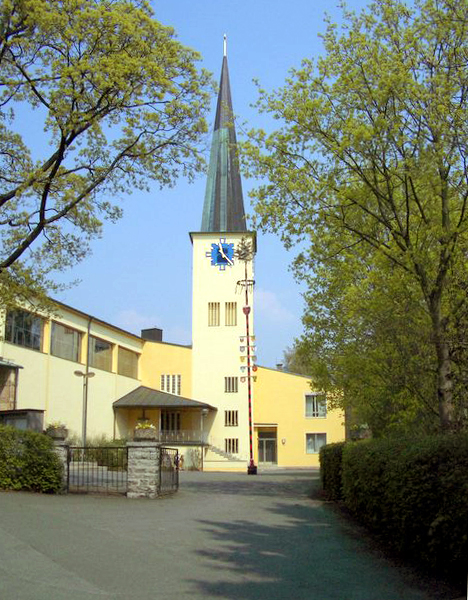
Pfarrkirche Verklärung Christi Naila

Die Kirche Verklärung Christi ist die römisch-katholische Stadtpfarrkirche von Naila im Frankenwald. Sie gehört zum Erzbistum Bamberg, zum Dekanat Hof und zum Seelsorgebereich Hofer Land.

## Geschichte
Das heutige Pfarrgebiet war zunächst Teil der nach der Gründung des Bistums Bamberg 1007 durch Kaiser Heinrich II. entstandenen spätmittelalterlichen Großpfarrei Hof. Noch vor 1374 wurde Naila, das zum Besitz der Markgrafen von Bayreuth gehörte, mit der Lehenspfarrei der Hofer St. Lorenzkirche in Steben zu einem eigenen Seelsorgebereich vereinigt. Um 1435 wird Naila als Filiale bezeichnet, mit eigener Kirche und dem Patrozinium St. Vitus. Um 1518 wird Naila zur selbständigen Pfarrei erhoben, die im Zuge der Reformation 1537 protestantisch wurde. Nach dem Tod der letzten Hofer Äbtissin Amalie von Hirschberg erfuhr das katholische Leben im Hofer Land für etwa 250 Jahre seinen vollständigen Niedergang. Mit dem Bau der Stadtpfarrkirche St. Marien in Hof 1864 erlebte der Katholizismus im Nordosten Oberfrankens eine Neuorganisation. 1899 gab es in Naila etwa 200 Katholiken, die einen eigenen Betsaal erhielten. Am 15. Oktober 1911 wurde in Naila die erste katholische Kirche nach der Reformation, erbaut im neobarocken Stil, eingeweiht. Damit einhergehend wechselte das Zentrum des Seelsorgebereichs von Steben nach Naila.

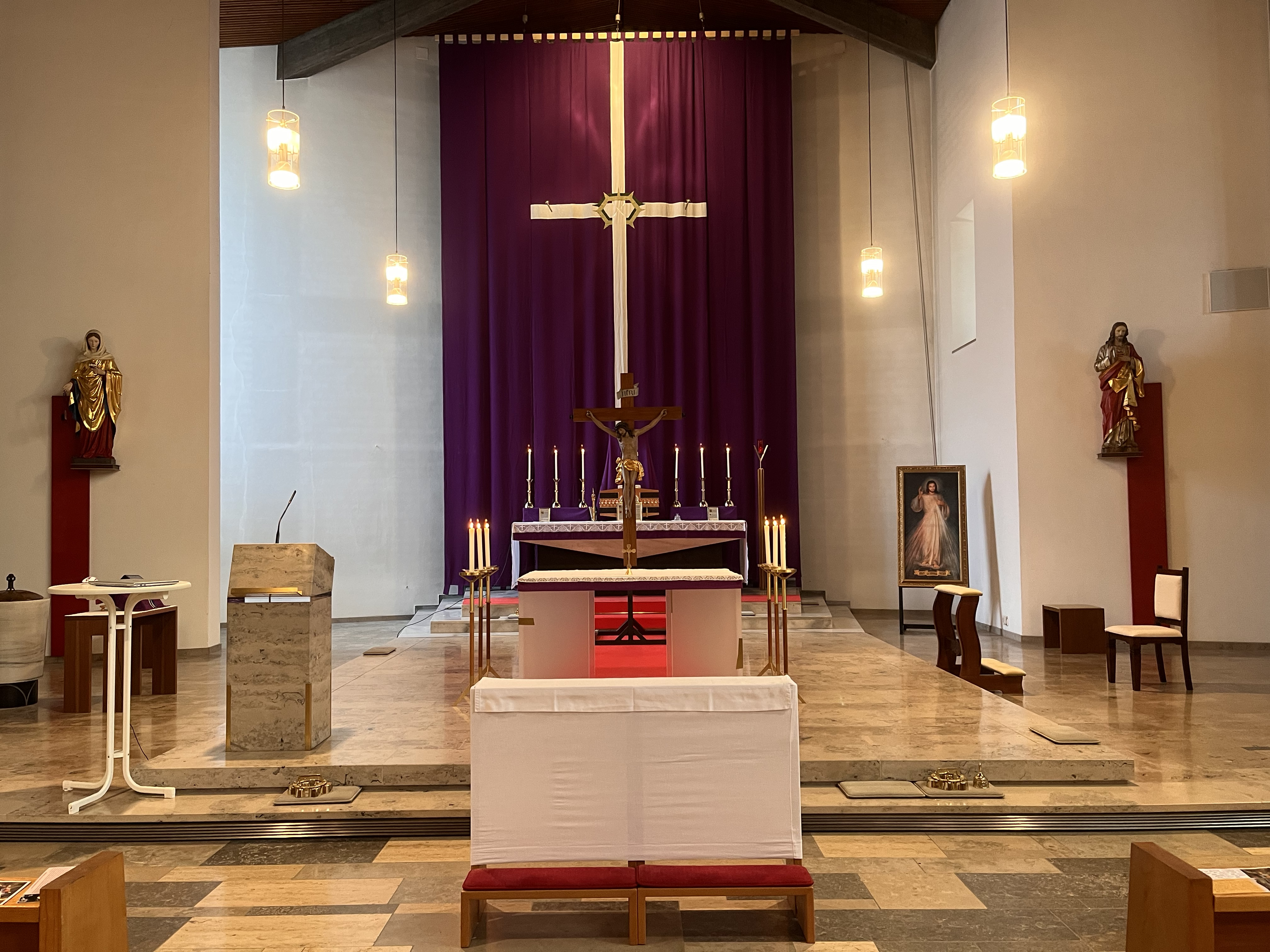
Altarraum

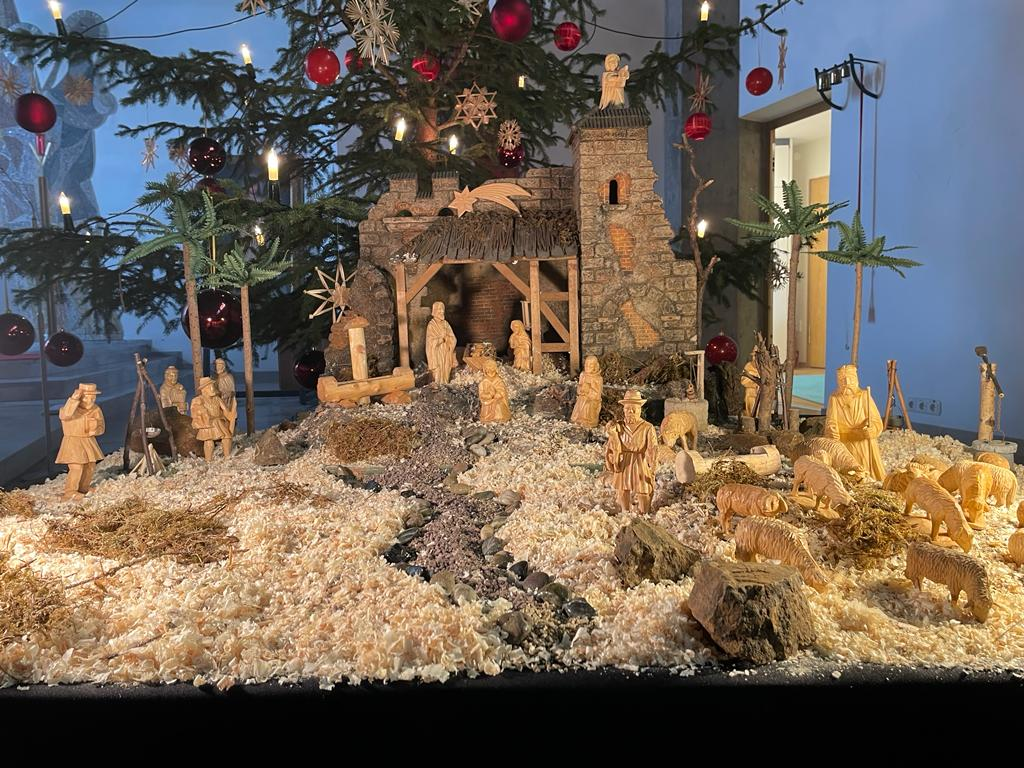
Weihnachtskrippe

Durch stetigen Zuwachs der Anzahl der Katholiken in den Orten des Hofer Landkreises wurden weitere neue katholische Kirchen und Kuratien gegründet. Am 11. März 1937  entstand mit den Kirchen in Hof, Bad Steben, Enchenreuth, Helmbrechts, Münchberg, Naila, Oberkotzau, Regnitzlosau, Rehau, Schwarzenbach an der Saale, Schwarzenbach am Wald, Schauenstein, Selbitz und Sparneck das katholische Dekanat Hof. Bei der Dekanatsgründung wurde die Kuratie Naila am 1. Juli 1937 zur Pfarrei erhoben und aus dem Dekanat Teuschnitz in das Dekanat Hof eingegliedert. Nach dem Zweiten Weltkrieg wuchs die Pfarrei Naila durch Flucht und Vertreibung aus den Gebieten des Sudetenlands, Ostpreußens, Schlesiens und Donauschwabens von 600 auf 5000 Katholiken an. 1951 erhielt die Kirche eine Orgel und 1952 erfolgte die Weihe von drei Glocken. Die größte Turmglocke, dem hl. St. Florian geweiht und mit einem Gewicht von 1200 kg, stammt aus Schlesien und wurde 1738 in Brünn gegossen.
Da die alte Kirche zu klein geworden war, baute die Pfarrgemeinde die heutige Stadtpfarrkirche, die Erzbischof Josef Schneider am 23. September 1962 einweihte. 1981 wurde die Pfarrei Selbitz Naila als Kuratie zugeordnet. Im Jahr 2000 erfolgte eine Außenrenovierung, bei der die Turmspitzen erneuert und mit einem goldenen Turmkreuz versehen wurden. 2003 folgte eine Innenrenovierung, bei der der Zelebrationsaltar näher an die Gemeinde gerückt wurde. 2004 wurde die Pfarrei in Schauenstein aus der Zuständigkeit von Helmbrechts herausgelöst und Naila zugeordnet. Nach der Strukturreform im Erzbistum Bamberg 2006 entstand aus den ehemaligen katholischen Pfarreien und Kuratien Bad Steben, Naila, Schauenstein, Schwarzenbach am Wald, Schwarzenstein und Selbitz die Pfarrei Verklärung Christi mit Sitz in Naila. 2019 fusionierten die Dekanate Kulmbach und Hof zum Dekanat Hof und der Nailaer Stadtpfarrer Andreas Seliger wurde neuer Dekan.

## Ausstattung
Ein von einem Regensburger Künstler gestaltetes Mosaik zeigt überlebensgroß das Patrozinium, die Verklärung Christ, umgeben von den Aposteln Simon Petrus, Johannes und Jakobus. Im Hintergrund befinden sich mit Mose und Elija Personen aus dem Alten Testament. Unterhalb des Mosaiks befindet sich der Tabernakel. Der Altartisch wurde aus Lahsa-Marmor und heimischem Schiefer gefertigt. Der Sockel besteht aus Acrylglas, versehen mit 5 Messingbeschlägen. Sie symbolisieren die fünf Wunden Christi. Das Taufbecken besteht aus Carrarmamor und befindet sich im Altarraum. Im Fensterprogramm werden die Heiligen der Heimatregionen der Pfarreimitglieder sichtbar: für Franken die Heiligen Heinrich und Kunigunde, Böhmen und Mähren der heilige Johannes Nepomuk, für Schlesien die heilige Hedwig und für Ungarn der heilige Stephan. Der Kreuzweg ist als Glasmosaik gefertigt. Beim Figurenprogramm werden u. a. eine Pietà aus Terracotta, eine Herz-Jesu und Herz-Maria Statue dargestellt.

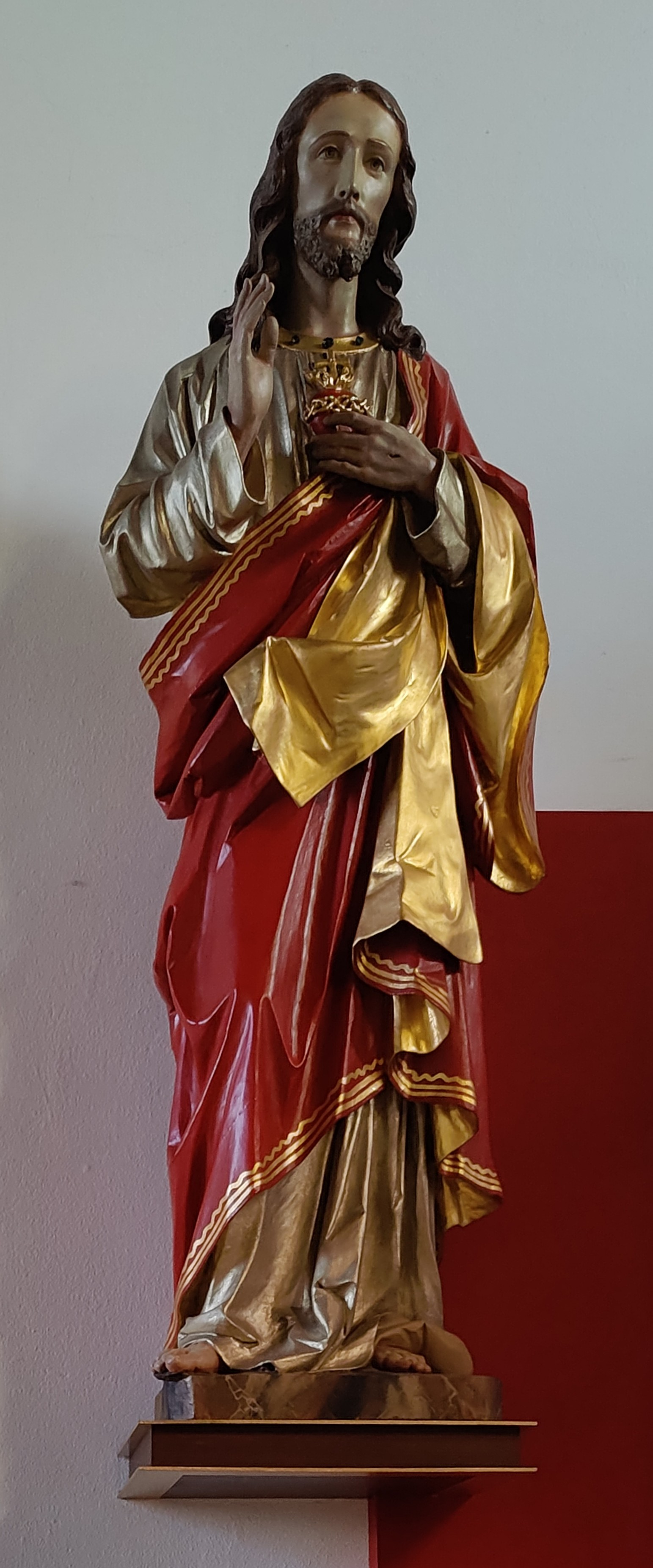
Jesusstatue
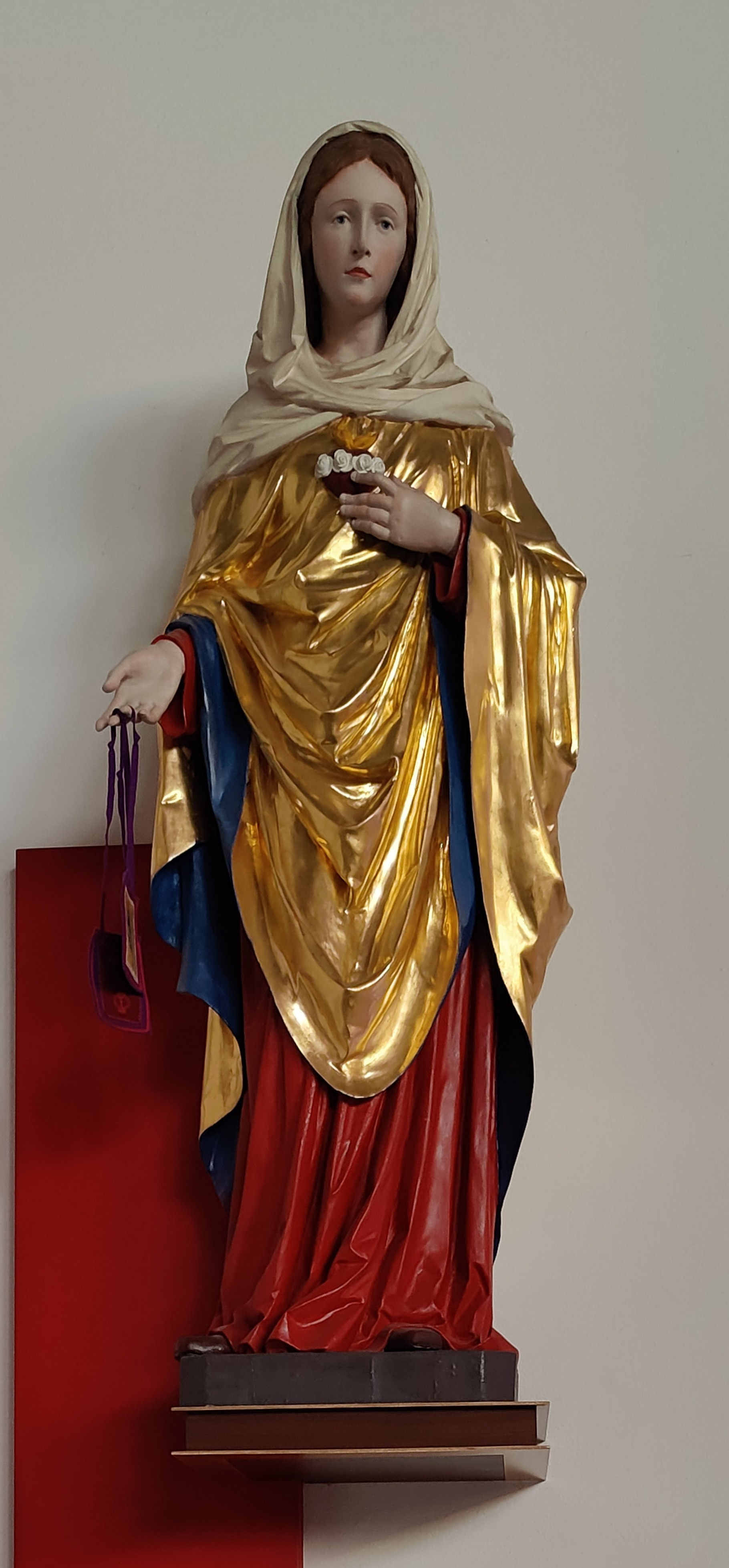
Marienstatue
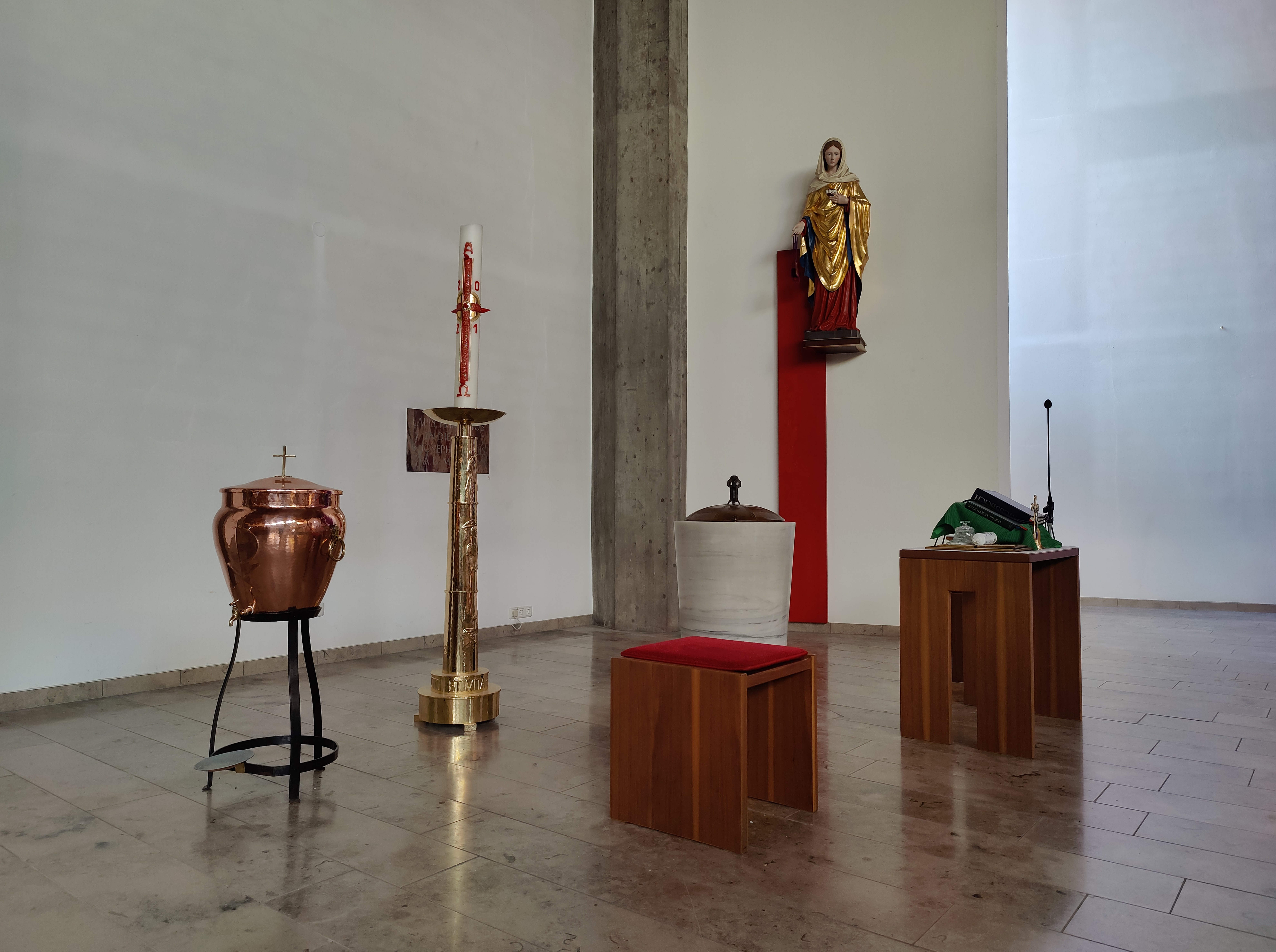
Taufbecken
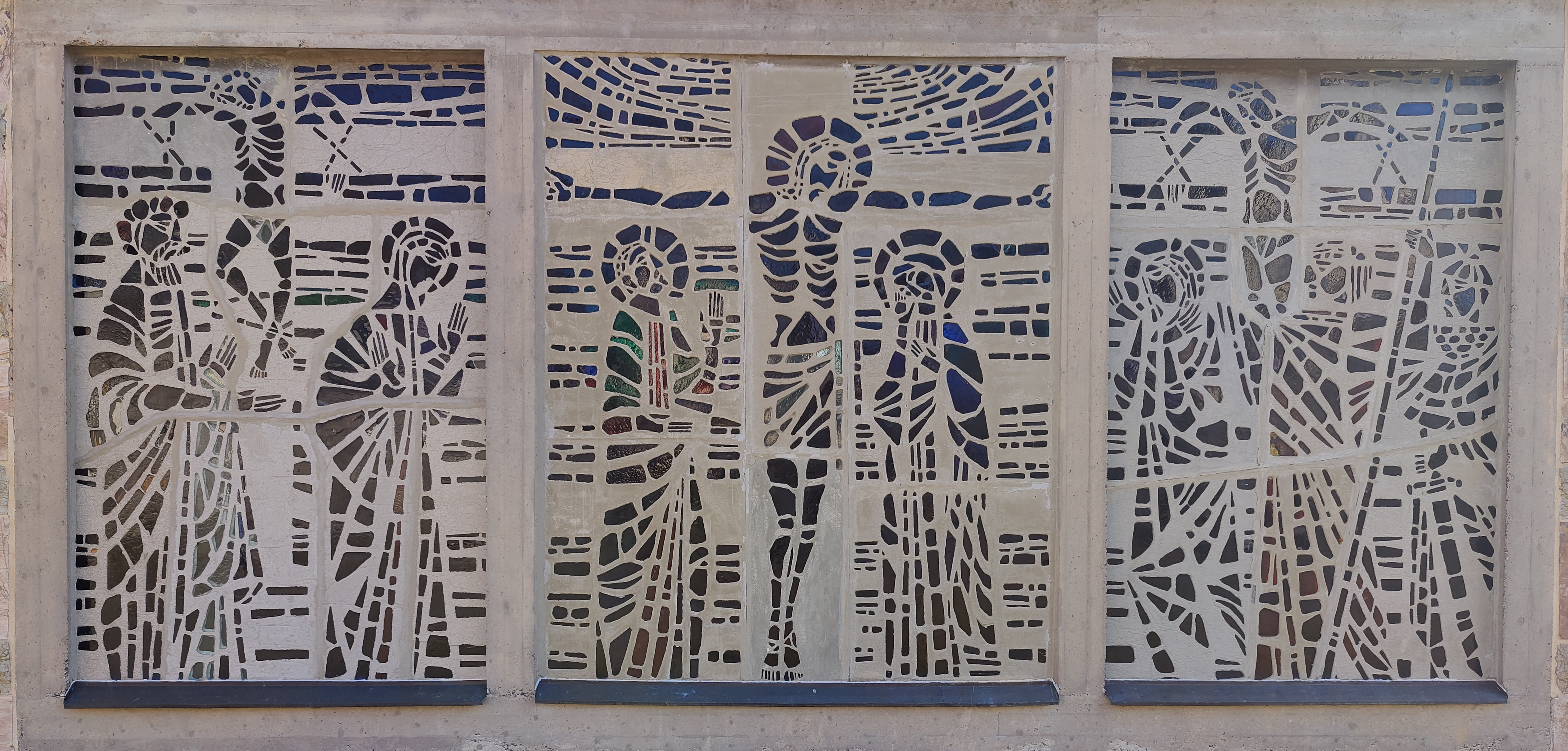
Kirchenfenster
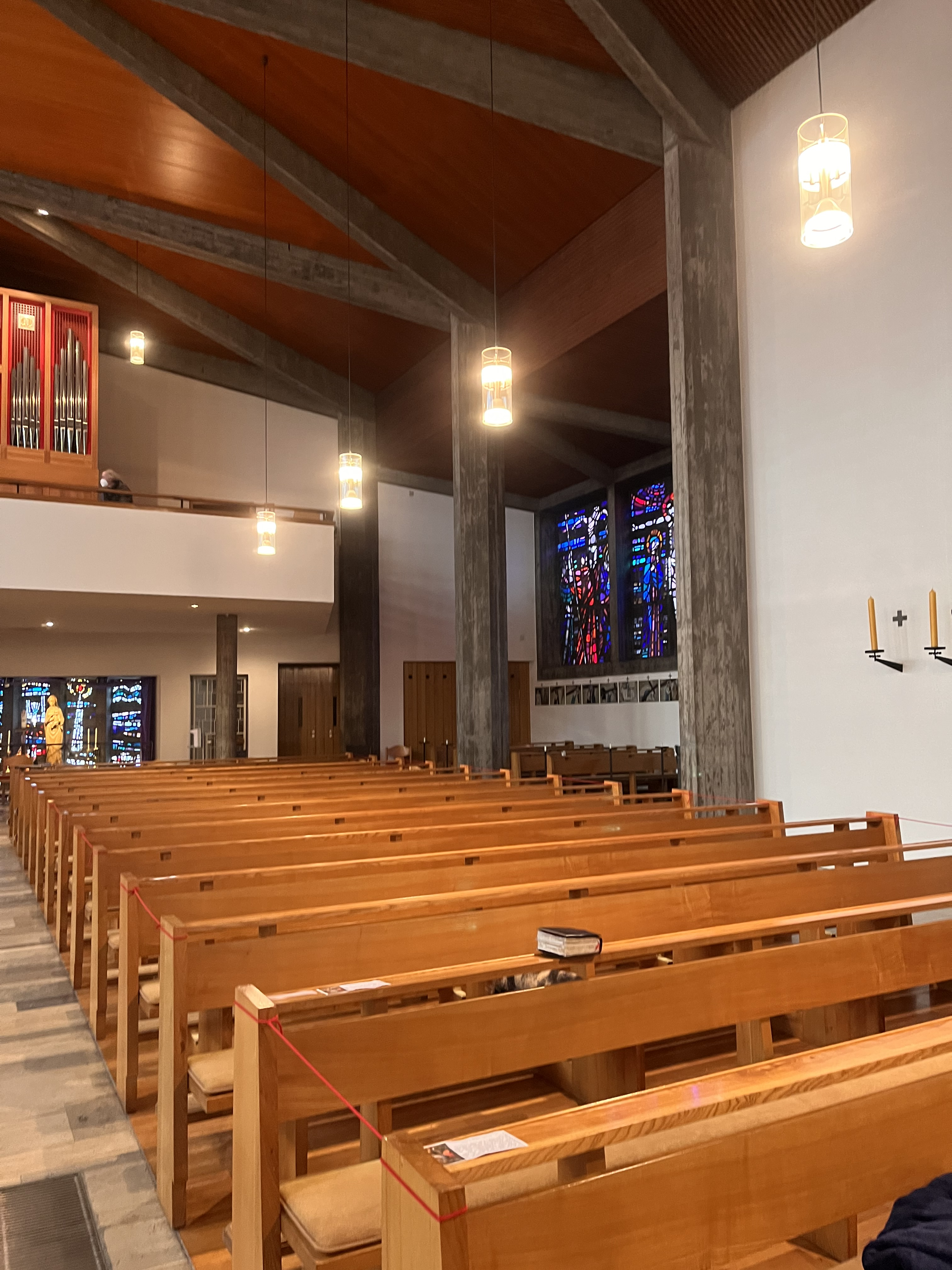
Kirchenschiff mit Blick zur Orgelempore

## Orgel

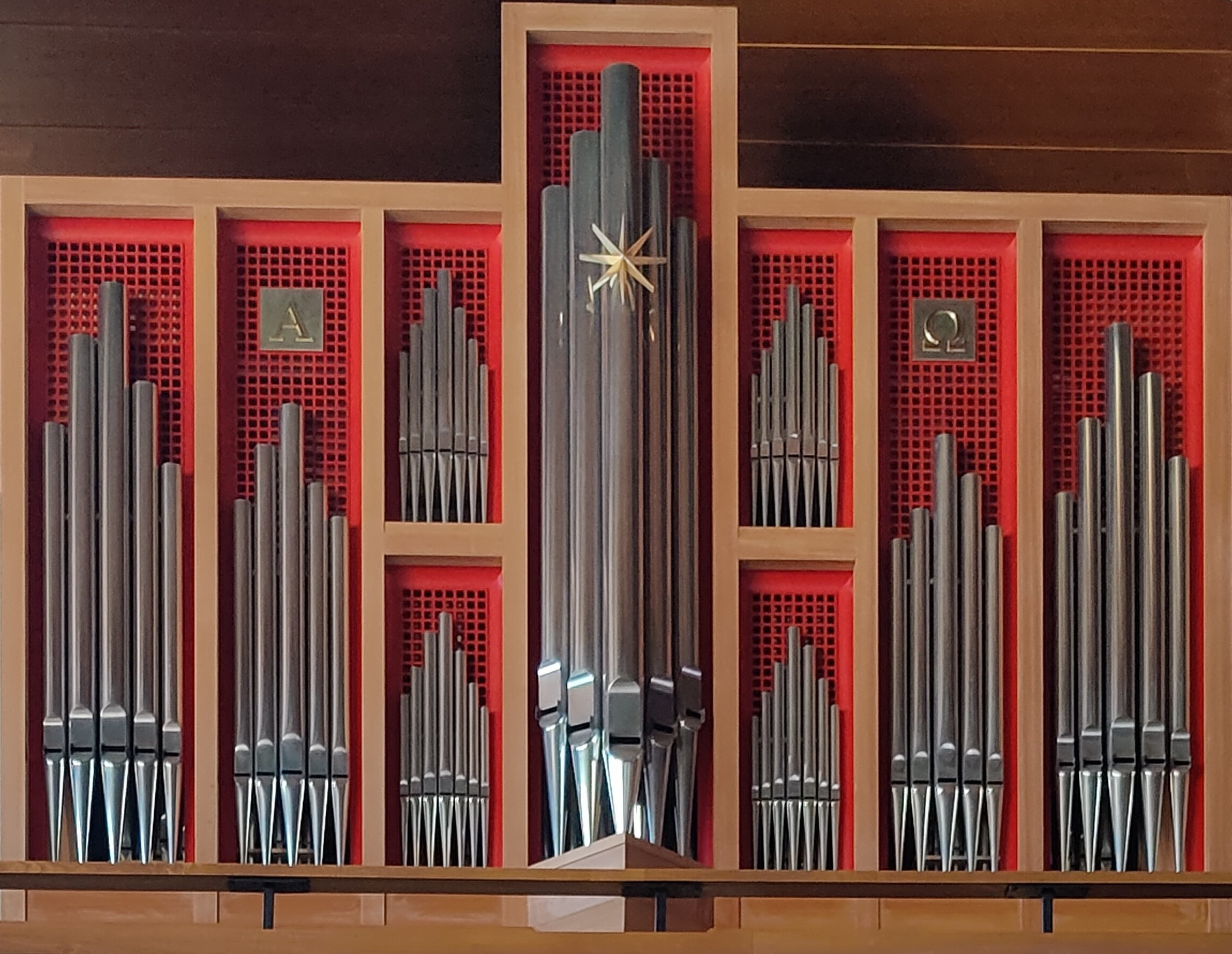
Orgelprospekt

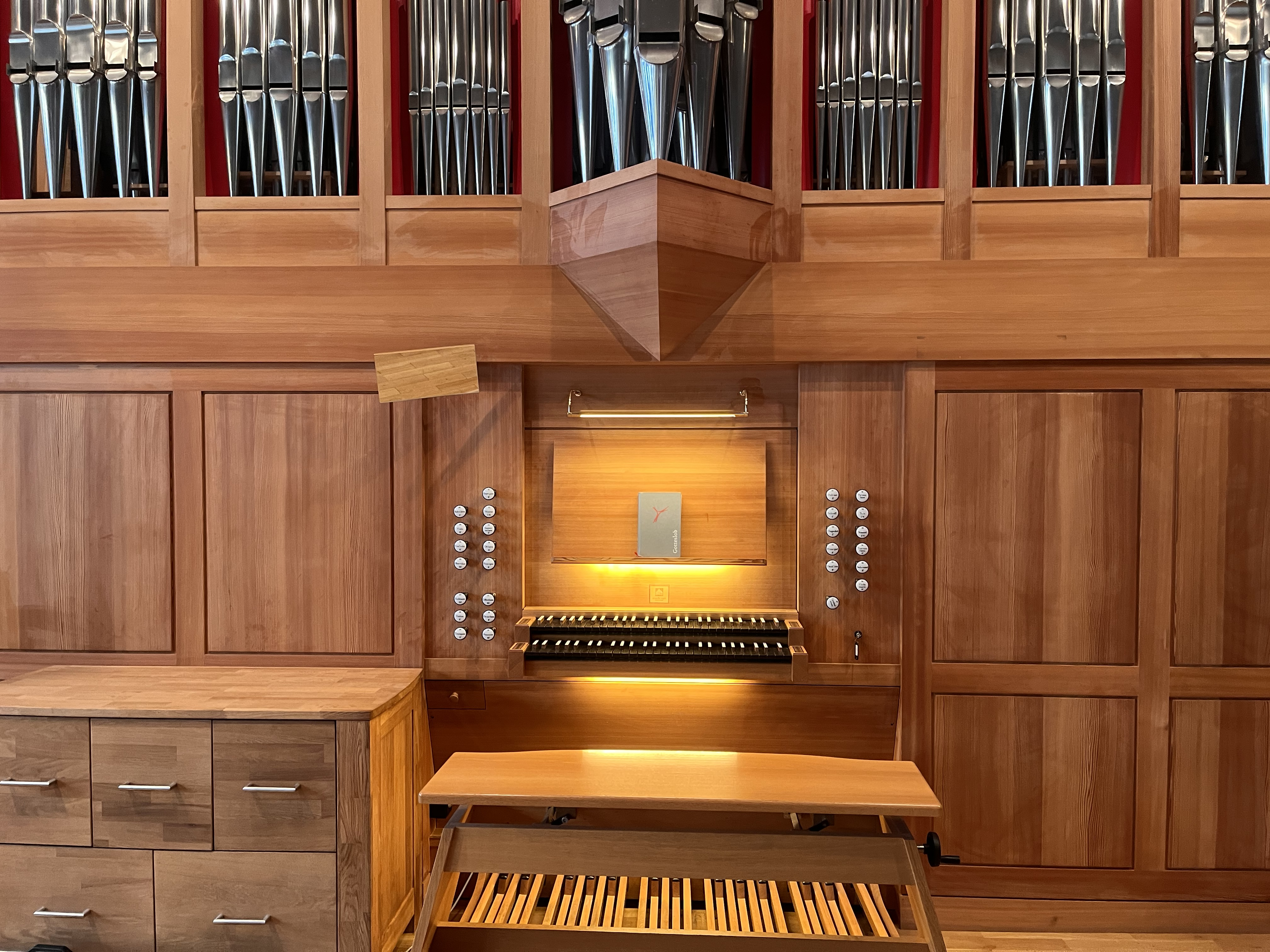
Spieltisch

2005 erbaute die Orgelbauwerkstatt Hubert Sandtner aus Dillingen eine neue Orgel. Sie verfügt über 21 Register, die auf zwei Manuale und Pedal verteilt sind. Die Einweihung fand am 6. März 2005 statt. Die Wartung und Pflege liegt heute in Händen der Firma Orgelbau Eisenbarth aus Passau. Das Instrument wird, wenn kein Organist anwesend ist, bei Gottesdiensten durch einen Manualaufsatz („Organola“) automatisch betätigt. Die Disposition lautet wie folgt:
| I Hauptwerk C–g3 |             |       |
| 1.               | Bourdon     | 16′   |
| 2.               | Principal   | 8′    |
| 3.               | Gedeckt     | 8′    |
| 4.               | Viola       | 8′    |
| 5.               | Octave      | 4′    |
| 6.               | Rohrflöte   | 4′    |
| 7.               | Superoctave | 2′    |
| 8.               | Mixtur IV   | 1 ⁄3′ |
| 9.               | Trompete    | 8′    |

| II Schwellwerk C–g3 |              |        |
| 10.                 | Hohlflöte    | 8′     |
| 11.                 | Salicional   | 8′     |
| 12.                 | Unda maris   | 8′     |
| 13.                 | Principal    | 4′     |
| 14.                 | Traversflöte | 4′     |
| 15.                 | Nasard       | 2 ⁄3′  |
| 16.                 | Flageolett   | 2′     |
| 17.                 | Terz         | 1 3⁄5′ |
| 18.                 | Scharff III  | 1′     |
| 19.                 | Dulcian      | 8′     |
|                     | Tremulant    |        |

| Pedal C–f1 |                     |     |
| 20.        | Offenbass           | 16′ |
|            | Subbass (= Nr. 1)   | 16′ |
|            | Octavbass (= Nr. 2) | 8′  |
|            | Violon (= Nr. 4)    | 8′  |
| 21.        | Posaune             | 16′ |
|            | Trompete (= Nr. 9)  | 8′  |

- Koppeln: II/I, I/P, II/P
- Cymbelstern

## Glocken
Die Pfarrkirche verfügt über ein Geläut von vier Glocken.